# Survivor Türkiye
Survivor Türkiye (englisch/türkisch für „Überlebender (Türkei)“) ist eine sehr erfolgreiche türkische Reality-Fernsehshow. Sie basiert auf der 1997 von Charlie Parsons entwickelten schwedischen Serie Expedition Robinson und wurde am 22. März 2005 erstmals auf Kanal D ausgestrahlt. Moderiert wird sie von Acun Ilıcalı und einer Co-Moderatorin (2011–2012) bzw. einem Co-Moderator (seit 2013).

## Konzept
Die türkische Version der Show ähnelt der US-amerikanischen Version, doch es gibt ein paar Unterschiede.
In der türkischen Version gibt es einige geringfügige Änderungen in jeder Staffel, wenn es dazu kommt, wie das Spiel gespielt wird, wie Teilnehmer ausscheiden, und wie das Spiel gewonnen wird. Eines, das sich nicht während der Staffel ändert, ist, dass, um die Staffel zu gewinnen, ein Teilnehmer die meisten „Punkte“ verdienen muss. Diese Punkte werden normalerweise durch Stimmen oder gewinnende Herausforderungen verdient.

### Preise
Der Sieger bzw. die Siegerin konnte in der 1. Staffel 150.000 € gewinnen, in der 2. u. 3. Staffel 250.000 € gewinnen und seit der 4. Staffel 500.000 türkische Lira gewinnen.

## Produktion und Ausstrahlung
| Staffel (insg.) | Name der Staffel                | Staffel    | Staffelpremiere    | Staffelfinale      | TV-Saison | Moderation                    | Sender                |
| --------------- | ------------------------------- | ---------- | ------------------ | ------------------ | --------- | ----------------------------- | --------------------- |
| 1. Staffel      | Survivor: Büyük Macera          | 1. Staffel | 22. März 2005      | 1. Juli 2005       | 2004/2005 | Acun Ilıcalı                  | Kanal D (Euro D) 1    |
| 2. Staffel      | Survivor: Türkiye – Yunanistan  | 1. Staffel | 23. September 2006 | 28. Dezember 2006  | 2006/2007 | Acun Ilıcalı                  | Show TV (Show Türk) 1 |
| 3. Staffel      | Survivor: Aslanlar – Kanaryalar | 1. Staffel | Februar 2007       | Mai 2007           | 2007/2008 | Acun Ilıcalı                  | Show TV (Show Türk) 1 |
| 4. Staffel      | Survivor: Kızlar – Erkekler     | 1. Staffel | 17. April 2010     | 18. September 2010 | 2009/2010 | Acun Ilıcalı                  | Show TV (Show Türk) 1 |
| 5. Staffel      | Survivor: Ünlüler – Gönüllüler  | 1. Staffel | 2. April 2011      | 27. Juni 2011      | 2010/2011 | Acun Ilıcalı Hanzade Ofluoğlu | Show TV (Show Türk) 1 |
| 6. Staffel      | Survivor: Ünlüler – Gönüllüler  | 2. Staffel | 2. April 2012      | 20. Juni 2012      | 2011/2012 | Acun Ilıcalı Burcu Esmersoy   | Show TV (Show Türk) 1 |
| 7. Staffel      | Survivor: Ünlüler – Gönüllüler  | 3. Staffel | 17. März 2013      | 30. Juni 2013      | 2012/2013 | Acun Ilıcalı Alp Kırşan       | Star TV (Euro Star) 1 |
| 8. Staffel      | Survivor: Ünlüler – Gönüllüler  | 4. Staffel | 2. März 2014       | 14. Juni 2014      | 2013/2014 | Acun Ilıcalı Alp Kırşan       | Star TV (Euro Star) 1 |
| 9. Staffel      | Survivor All Star               | 1. Staffel | 22. Februar 2015   | 3. Juli 2015       | 2014/2015 | Acun Ilıcalı Alp Kırşan       | TV8 (TV8 int) 1       |
| 10. Staffel     | Survivor: Ünlüler – Gönüllüler  | 5. Staffel | 2016               |                    | 2015/2016 | Acun Ilıcalı Alp Kırşan       | TV8 (TV8 int) 1       |

## Staffelübersicht
| Jahr         | Produktionsort            |                  | Finale                 | Finale |  | Anzahl der Teilnehmer |
| Jahr         | Produktionsort            | Überlebende(r)   | Zweitplatzierte(r)     |        |  | Anzahl der Teilnehmer |
| 2005 Details | Panama                    | Uğur Pektaş      | Özgür Şimşek           | 16     |  |                       |
| 2006 Details | Panama                    | Derya Durmuşlar  | Amfikratis Zachariadis | 20     |  |                       |
| 2007 Details | Panama                    | Taner Özdeş      | Ayşıl Özaslan          | 24     |  |                       |
| 2010 Details | Panama                    | Merve Oflaz      | İhsan Tarkan           | 21     |  |                       |
| 2011 Details | Dominikanische Republik 2 | Derya Büyükuncu  | Nihat Doğan            | 14     |  |                       |
| 2012 Details | Dominikanische Republik 2 | Nihat Altınkaya  | Hasan Yalnızoğlu       | 16     |  |                       |
| 2013 Details | Panama 2                  | Hilmi Cem Intepe | Dogukan Manco          | 17     |  |                       |
| 2014 Details | Dominikanische Republik 2 | Turabi Çamkıran  | Gökhan Keser           | 18     |  |                       |
| 2015         | Dominikanische Republik 2 | Turabi Çamkıran  | Merve Aydın            | 22     |  |                       |
| 2016         | Dominikanische Republik 2 | Avatar Atakan    | Serkay Tütüncü         | 23     |  |                       |
| 2017         | Dominikanische Republik 2 | Ogeday Girişken  | Adem Kiliççi           | 28     |  |                       |
| 2018         | Dominikanische Republik 2 | Adem Kiliççi     | Nagihan Karadere       | 31     |  |                       |

Yusuf Karakaya
Cemal Can Canseven
İsmail Balaban
Nisa Bölükbaşı

## Survivor: Büyük Macera
Survivor: Büyük Macera (englisch/türkisch für „Überlebende: Großes Abenteuer“) ist die erste Staffel der in der Türkei beliebten Show Survivor Türkiye.
Staffelpremiere war am 22. März 2005. Die Sendung lief ganze dreizehn Wochen lang wöchentlich auf Kanal D. Wie im schwedischen Original Expedition Robinson wurden die Teilnehmer in zwei Gruppen, einem Nord- und einem Südteam, eingeteilt. Die erste Staffel gewann Uğur Pektaş aus Team Süd, Zweiter wurde Özgür Şimşek und Dritter wurde Celal Canbakal, Beide auch aus Team Süd. Plätze 1 – 6 waren Personen aus Team Süd. Platz 7 wurde eine Person aus Team Nord.

### Teams
| Die Teams mit ihren Mitgliedern                                                                | Die Teams mit ihren Mitgliedern                                                                     |
| Team Süd                                                                                       | Team Nord                                                                                           |
| ---------------------------------------------------------------------------------------------- | --------------------------------------------------------------------------------------------------- |
| Uğur Pektaş Özgür Şimşek Celal Canbakal Dilem ? Serap Işık Bora Uçak Özden Yılmaz Fulya Keskin | Irmak Arkadaşlar Kemal Pekser Ebru Demiray Selin Yardımcı Onur ? Tuğba ? Semih Şahin Bora Bölükbaşı |

### Endplatzierung
| Rang # | Kandidat         | Team      |
| ------ | ---------------- | --------- |
| 1.     | Uğur Pektaş      | Team Süd  |
| 2.     | Özgür Şimşek     | Team Süd  |
| 3.     | Celal Canbakal   | Team Süd  |
| 4.     | Dilem ?          | Team Süd  |
| 5.     | Serap Işık       | Team Süd  |
| 6.     | Bora Uçak        | Team Süd  |
| 7.     | Irmak Arkadaşlar | Team Nord |
| 8.     | Kemal Pekser     | Team Nord |
| 9.     | Ebru Demiray     | Team Nord |
| 10.    | Selin Yardımcı   | Team Nord |
| 11.    | Onur ?           | Team Nord |
| 12.    | Özden Yılmaz     | Team Süd  |
| 13.    | Tuğba ?          | Team Nord |
| 14.    | Semih Şahin      | Team Nord |
| 15.    | Fulya Keskin     | Team Süd  |
| 16.    | Bora Bölükbaşı   | Team Nord |

## Survivor: Türkiye – Yunanistan
Survivor: Türkiye – Yunanistan (englisch/türkisch für „Überlebende: Türkei – Griechenland“) ist die zweite Staffel in der Türkei, aber die dritte Staffel in Griechenland.
Die Staffel wurde September bis Dezember 2006 auf Show TV (in der Türkei) und Mega TV (in Griechenland) ausgestrahlt. Dies ist das erste Mal in der Franchise von Expedition Robinson, dass zwei Länder gegeneinander antreten, denn sonst treten Bürger des Landes gegeneinander an. Sieger der Staffel wurde der Türke Derya Durmuşlar, Zweiter wurde der Grieche Amfikratis Zachariadis und Dritte wurde die Türkin Aytuğ Yüksel. Als Erstes musste die Griechin Vassilis Athanassopoulos die Show verlassen.
Fünf Jahre nach dem Sieg von Derya Durmuşlar wurde er 2011 bei einem Autounfall in Çanakkale, Gelibolu getötet.

### Teams
| Die Teams mit ihren Mitgliedern | Die Teams mit ihren Mitgliedern |
| Türkiye (Team Türkei) | Elláda (Team Griechenland) |
| --- | --- |
| Derya Durmuşlar Aytuğ Yüksel Selim Sabah Ipek Esin Metin Gulgez Arzu Gazioğlu Teymuralp Fosforoğlu Çiğdem Misirli Onur Sarmusak Fulya Gürkan | Amfikratis Zachariadis Platonas Lemonopoylos Pantelis Papakonstantinou Nadia Zagli Yannis Zissis Melita Goyait Stella Kalenderoglu Yoanna Nikolaoy Maria Nikoloutsou Vassilis Athanassopoulos |

### Endplatzierung
| Rang # | Kandidat                  | Team    |
| ------ | ------------------------- | ------- |
| 1.     | Derya Durmuşlar           | Türkiye |
| 2.     | Amfikratis Zachariadis    | Elláda  |
| 3.     | Aytuğ Yüksel              | Türkiye |
| 4.     | Platonas Lemonopoylos     | Elláda  |
| 5.     | Selim Sabah               | Türkiye |
| 6.     | Pantelis Papakonstantinou | Elláda  |
| 7.     | Ipek Esin                 | Türkiye |
| 8.     | Nadia Zagli               | Elláda  |
| 9.     | Metin Gulgez              | Türkiye |
| 10.    | Arzu Gazioğlu             | Türkiye |
| 11.    | Teymuralp Fosforoğlu      | Türkiye |
| 12.    | Yannis Zissis             | Elláda  |
| 13.    | Melita Goyait             | Elláda  |
| 14.    | Stella Kalenderoglu       | Elláda  |
| 15.    | Çiğdem Misirli            | Türkiye |
| 16.    | Yoanna Nikolaoy           | Elláda  |
| 17.    | Onur Sarmusak             | Türkiye |
| 18.    | Fulya Gürkan              | Türkiye |
| 19.    | Maria Nikoloutsou         | Elláda  |
| 20.    | Vassilis Athanassopoulos  | Elláda  |

## Survivor: Aslanlar – Kanaryalar
Survivor: Aslanlar – Kanaryalar (englisch/türkisch für „Überlebende: Löwen - Kanarienvögel“) ist die dritte Staffel der Show in der Türkei.
Die Staffel wurde von Februar bis Mai 2007 auf Show TV ausgestrahlt. Die zwei Teams wurden von Fans der Fußballklubs Galatasaray Istanbul und Fenerbahçe Istanbul gebildet. Der Teamname für Galatasaray Istanbul war, wie im Volksmund und von den Fans genannt, Aslanlar (die Löwen) und für Fenerbahçe Istanbul Kanaryalar (die Kanarienvögel). Beide Namen entstanden durch die Maskottchen der jeweiligen Sportklubs. Sieger der Staffel wurde Taner Özdeş aus dem Team Kanaryalar, Zweite wurde Ayşıl Özaslan wieder aus Team Kanaryalar und Dritte wurde Çiğdem Afyük aus dem Team Aslanlar.

### Teams
| Die Teams mit ihren Mitgliedern | Die Teams mit ihren Mitgliedern |
| Aslanlar | Kanaryalar |
| --- | --- |
| Çiğdem Afyük Özlem Çalın Metehan Çakır Cevdet Özmen Mesut Güney Halit Kavlak Levent ? Pınar „Seden“ Güventürk Deniz Oyanay İlgi „Müge“ Güzel Berrin Aktuğ Nihal ? | Taner Özdeş Ayşıl Özaslan Cenk Köse Yaprak Yılmaz Müge Boz Cömert Pehlivan Orkun Aydoğan Yağmur Yılmaz Esra Kanat Seda Meric Erkay Çetinsaraç Aykor ? |

### Endplatzierung
| Rang # | Kandidat                | Team       |
| ------ | ----------------------- | ---------- |
| 1.     | Taner Özdeş             | Kanaryalar |
| 2.     | Ayşıl Özaslan           | Kanaryalar |
| 3.     | Çiğdem Afyük            | Aslanlar   |
| 4.     | Özlem Çalın             | Aslanlar   |
| 5.     | Cenk Köse               | Kanaryalar |
| 6.     | Metehan Çakır           | Aslanlar   |
| 7.     | Yaprak Yılmaz           | Kanaryalar |
| 8.     | Müge Boz                | Kanaryalar |
| 9.     | Cevdet Özmen            | Aslanlar   |
| 10.    | Mesut Güney             | Aslanlar   |
| 11.    | Cömert Pehlivan         | Kanaryalar |
| 12.    | Orkun Aydoğan           | Kanaryalar |
| 13.    | Halit Kavlak            | Aslanlar   |
| 14.    | Levent ?                | Aslanlar   |
| 15.    | Yağmur Yılmaz           | Kanaryalar |
| 16.    | Esra Kanat              | Kanaryalar |
| 17.    | Seda Meric              | Kanaryalar |
| 18.    | Pınar „Seden“ Güventürk | Aslanlar   |
| 19.    | Deniz Oyanay            | Aslanlar   |
| 20.    | İlgi „Müge“ Güzel       | Aslanlar   |
| 21.    | Erkay Çetinsaraç        | Kanaryalar |
| 22.    | Berrin Aktuğ            | Aslanlar   |
| 23.    | Aykor ?                 | Kanaryalar |
| 24.    | Nihal ?                 | Aslanlar   |

## Survivor: Kızlar – Erkekler
Survivor: Kızlar – Erkekler (englisch/türkisch für „Überlebende: Frauen - Männer“) ist die vierte Staffel der Show in der Türkei. Die Staffel wurde vom 17. April bis zum 18. September 2011 auf Show TV ausgestrahlt. Teilnehmer waren Kandidaten der türkischen Version von Deal or No Deal Var mısın Yok musun. Die Teams heißen Kızlar (die Frauen) und Erkekler (die Männer). Siegerin der Staffel wurde die Türkin Merve Oflaz, Zweiter wurde İhsan Tarkan und Dritter wurde Aydın Gülşen. Am 5. Tag bzw. in der zweiten Folge, musste Nilgün Karataş aus gesundheitlichen Gründen die Show verlassen, dafür kam Seda Aktuğlu, die später Platz 7 belegte.

### Teams
| Die Teams mit ihren Mitgliedern | Die Teams mit ihren Mitgliedern |
| Kızlar (Frauen) | Erkekler (Männer) |
| --- | --- |
| Merve Oflaz Başak Özer Seda Aktuğlu (ab Tag 5) Gizem Akın Berke Sarp Seda Şer Ezgi Sözüer Tuğçe Al Canan Karlı Nilgün Karataş (bis Tag 5) Hicran Işık | İhsan Tarkan Aydın Gülşen Ertan Rodoplu Oğuzhan Eroğlu Kemal Özcanlı Emin Sefer Hakan Hatipoğlu Metin Avşar Furkan Dede Metin Özkaya |

### Endplatzierung
| Rang # | Kandidat                                      | Team     |
| ------ | --------------------------------------------- | -------- |
| 1.     | Merve Oflaz                                   | Kızlar   |
| 2.     | İhsan Tarkan                                  | Erkekler |
| 3.     | Aydın Gülşen                                  | Erkekler |
| 4.     | Ertan Rodoplu                                 | Erkekler |
| 5.     | Oğuzhan Eroğlu                                | Erkekler |
| 6.     | Başak Özer                                    | Kızlar   |
| 7.     | Seda Aktuğlu (Ersatz für Nilgün)              | Kızlar   |
| 8.     | Kemal Özcanlı                                 | Erkekler |
| 9.     | Emin Sefer                                    | Erkekler |
| 10.    | Hakan Hatipoğlu                               | Erkekler |
| 11.    | Gizem Akın                                    | Kızlar   |
| 12.    | Metin Avşar                                   | Erkekler |
| 13.    | Berke Sarp                                    | Kızlar   |
| 14.    | Seda Şer                                      | Kızlar   |
| 15.    | Ezgi Sözüer                                   | Kızlar   |
| 16.    | Furkan Dede                                   | Erkekler |
| 17.    | Tuğçe Al                                      | Kızlar   |
| 18.    | Canan Karlı                                   | Kızlar   |
| 19.    | Metin Özkaya                                  | Erkekler |
| 20.    | Nilgün Karataş (aus gesundheitlichen Gründen) | Kızlar   |
| 21.    | Hicran Işık                                   | Kızlar   |

## Survivor: Ünlüler – Gönüllüler

### 1. Staffel
Survivor: Ünlüler – Gönüllüler (englisch/türkisch für „Überlebende: Promis - Fans“) ist die fünfte Staffel von Survivor Türkiye, doch die erste Staffel unter dem Titel Survivor: Ünlüler – Gönüllüler. Hier treten Promis gegen Fans an. Diese Staffel wurde auf Show TV ausgestrahlt und der Moderationsteam bestand aus Acun Ilıcalı und Hanzade Ofluoğlu.

#### Teams
| Die Teams mit ihren Mitgliedern                                                              | Die Teams mit ihren Mitgliedern                                                                    |
| Ünlüler (Promis)                                                                             | Gönüllüler (Freiwillige)                                                                           |
| -------------------------------------------------------------------------------------------- | -------------------------------------------------------------------------------------------------- |
| Asena Çakmak Derya Büyükuncu Ebru Destan Nihat Doğan Özge Ulusoy Pascal Nouma Zeynep Tunuslu | Ceyda Okandan Didem Ceran Gökhan Albayrak Taçmin Tümer Taner Tolga Tarlacı Tefik Egeli Vedat Behar |

#### Endplatzierung
| Rang # | Kandidat        | Team       |
| ------ | --------------- | ---------- |
| 1.     | Derya Büyükuncu | Ünlüler    |
| 2.     | Nihat Doğan     | Ünlüler    |
| 3.     | Taner Tarlacı   | Gönüllüler |
| 4.     | Taçmin Tümer    | Gönüllüler |
| 5.     | Özge Ulusoy     | Ünlüler    |
| 6.     | Tefik Egeli     | Gönüllüler |
| 7.     | Ebru Destan     | Ünlüler    |
| 8.     | Asena           | Ünlüler    |
| 9.     | Ceyda Okandan   | Gönüllüler |
| 10.    | Pascal Nouma    | Ünlüler    |
| 11.    | Gökhan Albayrak | Gönüllüler |
| 12.    | Zeynep Tunuslu  | Ünlüler    |
| 13.    | Vedat Behar     | Gönüllüler |
| 14.    | Didem Ceran     | Gönüllüler |

### 2. Staffel
Survivor: Ünlüler – Gönüllüler 2 (englisch/türkisch für „Überlebende: Promis - Fans 2“) ist die sechste Staffel von Survivor Türkiye und die zweite Staffel unter dem Titel Survivor: Ünlüler – Gönüllüler. Diese Staffel wurde auf Show TV ausgestrahlt und das Moderationsteam bestand aus Acun Ilıcalı und Burcu Esmersoy.

#### Teams
| Die Teams mit ihren Mitgliedern                                                                         | Die Teams mit ihren Mitgliedern                                                                                    |
| Ünlüler (Promis)                                                                                        | Gönüllüler (Fans)                                                                                                  |
| --- | --- |
| Alp Kırşan Almeda Abazi Anıl Tetik Doğuş Merve Büyüksaraç Mustafa Topaloğlu Nihat Altınkaya Sibel Tüzün | Asena Erdem Cevher Pekçiçek Ece Begüm Yücetan Gülen Sezmiş Hasan Yalnızoğlu Hayim Kohen Serhat Özcan Şansın Tokyay |

#### Endplatzierung
| Rang # | Kandidat          | Team       |
| ------ | ----------------- | ---------- |
| 1.     | Nihat Altınkaya   | Ünlüler    |
| 2.     | Hasan Yalnızoğlu  | Gönüllüler |
| 3.     | Anıl Tetik        | Ünlüler    |
| 4.     | Begüm Yücetan     | Gönüllüler |
| 5.     | Hayim Kohen       | Gönüllüler |
| 6.     | Cevher Pekçiçek   | Gönüllüler |
| 7.     | Almeda Abazi      | Ünlüler    |
| 8.     | Alp Kırşan        | Ünlüler    |
| 9.     | Mustafa Topaloğlu | Ünlüler    |
| 10.    | Serhat Özcan      | Gönüllüler |
| 11.    | Merve Büyüksaraç  | Ünlüler    |
| 12.    | Doğuş             | Ünlüler    |
| 13.    | Şansın Tokyay     | Gönüllüler |
| 14.    | Gülen Sezmiş      | Gönüllüler |
| 15.    | Sibel Tüzün       | Ünlüler    |
| 16.    | Asena Erdem       | Gönüllüler |

### 3. Staffel
Survivor: Ünlüler – Gönüllüler 3 (englisch/türkisch für „Überlebende: Promis - Fans 3“) ist die siebte Staffel von Survivor Türkiye und die dritte Staffel unter dem Titel Survivor: Ünlüler – Gönüllüler. Diese Staffel wurde vom 17. März bis zum 30. Juni 2013 auf dem türkischen Sender Star TV ausgestrahlt. Das Moderationsteam bestand aus Acun Ilıcalı (seit 2005) und Alp Kırşan, der letztes Jahr als Teilnehmer am Format mitwirkte.

#### Teams
| Die Teams mit ihren Mitgliedern                                                                              | Die Teams mit ihren Mitgliedern                                                                                                 |
| Ünlüler (Promis)                                                                                             | Gönüllüler (Fans) |
| --- | --- |
| Bennu Gerede Cengiz Coşkun Doğukan Manço Erhan Yavuz Larissa Gacemer Nazenin Tokuşoğlu Irmak Atuk Ümit Karan | Bozok Gören Duygu Çetinkaya Emel Erdemanar Fatmagül Fakı Hilmi Cem İntepe Murat Ceylan Mustafa Sürmen Seda Akman Dağhan Külegeç |

1. ↑  Er gehörte am Anfang der Show den Promis (Ünlüler) an, doch er musste während der Show zu den Fans (Gönüllüler) wechseln.

#### Endplatzierung
| Rang # | Kandidat          | Team       |
| ------ | ----------------- | ---------- |
| 1.     | Hilmi Cem Intepe  | Gönüllüler |
| 2.     | Dogukan Manco     | Ünlüler    |
| 3.     | Ümit Karan        | Ünlüler    |
| 4.     | Murat Ceylan      | Gönüllüler |
| 5.     | Cengiz Coşkun     | Ünlüler    |
| 6.     | Irmak Atuk        | Ünlüler    |
| 7.     | Dağhan Külegeç    | Gönüllüler |
| 8.     | Duygu Çetinkaya   | Gönüllüler |
| 9.     | Bennu Gerede      | Ünlüler    |
| 10.    | Fatmagül Fakı     | Gönüllüler |
| 11.    | Bozok Gören       | Gönüllüler |
| 12.    | Erhan Yavuz       | Ünlüler    |
| 13.    | Larissa Gacemer   | Ünlüler    |
| 14.    | Nazenin Tokuşoğlu | Ünlüler    |
| 15.    | Mustafa Sürmen    | Gönüllüler |
| 16.    | Seda Akman        | Gönüllüler |
| 17.    | Emel Erdemanar    | Gönüllüler |

### 4. Staffel
Survivor: Ünlüler – Gönüllüler 4 (englisch/türkisch für „Überlebende: Promis - Fans 4“) ist die achte Staffel von Survivor Türkiye und unter dem Titel Survivor: Ünlüler – Gönüllüler die vierte Staffel. Diese Staffel wurde vom 2. März 2014 bis zum 14. Juni 2014 auf dem türkischen Fernsehsender Star TV ausgestrahlt. Das Moderationsteam bestand – wie in der letzten Staffel – aus Acun Ilıcalı (seit 2005) und Alp Kırşan (seit 2013).

#### Teams
| Die Teams mit ihren Mitgliedern                                                                | Die Teams mit ihren Mitgliedern |
| Ünlüler (Promis)                                                                               | Gönüllüler (Fans) |
| ---------------------------------------------------------------------------------------------- | --- |
| Ahmet Dursun Eda Özerkan Gökhan Keser Merve Aydın Tolga Karel Serenay Aktaş İsmail Baki Tuncer | Berna Canbeldek Ekrem Toraman Ertunga Gemuhluoğlu Mert Palavaroğlu Müge Uzel Sahra Işık Samanta Mendes Turabi Çamkıran Yiğit Dikmen Akın Saatçi Duygu Bal |

1. ↑  Gehörte am Anfang der Show den Promis (Ünlüler) an, doch musste während der Show zu den Fans (Gönüllüler) wechseln, da mehr Fans (Gönüllüler) als Promis (Ünlüler) rausgeflogen sind und sonst die Show nicht weiter gehen würde.
2. ↑  (siehe Anmerkung 1)

#### Endplatzierung
| Rang # | Kandidat            | Team       |
| ------ | ------------------- | ---------- |
| 1.     | Turabi Çamkıran     | Gönüllüler |
| 2.     | Gökhan Keser        | Ünlüler    |
| 3.     | Merve Aydın         | Ünlüler    |
| 4.     | Ahmet Dursun        | Ünlüler    |
| 5.     | Yiğit Dikmen        | Gönüllüler |
| 6.     | Sahra Işık          | Gönüllüler |
| 7.     | Tolga Karel         | Ünlüler    |
| 8.     | Akın Saatçi         | Gönüllüler |
| 9.     | Serenay Aktaş       | Ünlüler    |
| 10.    | Müge Uzel           | Gönüllüler |
| 11.    | Duygu Bal           | Gönüllüler |
| 12.    | Ismail Baki Tuncer  | Ünlüler    |
| 13.    | Mert Palavaroğlu    | Gönüllüler |
| 14.    | Ertunga Gemuhluoğlu | Gönüllüler |
| 15.    | Berna Canbeldek     | Gönüllüler |
| 16.    | Samanta Mendes      | Gönüllüler |
| 17.    | Eda Özerkan         | Ünlüler    |
| 18.    | Ekrem Toraman       | Gönüllüler |

## Weitere Sendungen
Vom 23. März bis zum 19. Mai 2013 wurde eine Kinderversion mit dem Titel Survivor Minik Kahramanlar ausgestrahlt. Das Konzept wurde teilweise verändert. Es entstanden zehn Folgen.
Nebenbei der vierten Staffel von Survivor: Ünlüler – Gönüllüler (2014) wurde das Magazin Survivor Panorma mit Furkan Dede und Ece Begüm auf dem türkischen Sender tv8, welches 2013 von Acun Ilıcalı gekauft wurde, ausgestrahlt.

## Einschaltquoten
Die Show ist einer der meisten gesehenen Shows der Türken.
| Nr. (Staffel) | Nr. (gesamt) | Datum                  | Tagesrang | Tagesrang  | Rating | Rating     | Share   | Share      |
| Nr. (Staffel) | Nr. (gesamt) | Datum                  | Gesamt    | Zielgruppe | Gesamt | Zielgruppe | Gesamt  | Zielgruppe |
| ------------- | ------------ | ---------------------- | --------- | ---------- | ------ | ---------- | ------- | ---------- |
| 01            | 01           | Sa, 17. April 2010     | 3.        | 2.         | 6,94 % | 7,45 %     | 17,52 % | 19,93 %    |
| 02            | 02           | Sa, 24. April 2010     | 5.        | 2.         | 6,17 % | 7,17 %     | 16,50 % | 19,37 %    |
| 03            | 03           | So, 2. Mai 2010        | 4.        | 2.         | 6,57 % | 8,16 %     | 15,65 % | 20,23 %    |
| 04            | 04           | So, 9. Mai 2010        | 4.        | 2.         | 5,09 % | 6,12 %     | 12,62 % | 16,08 %    |
| 05            | 05           | So, 16. Mai 2010       | 3.        | 2.         | 5,22 % | 5,14 %     | 14,04 % | 14,29 %    |
| 06            | 06           | So, 23. Mai 2010       | 3.        | 1.         | 6,87 % | 8,33 %     | 18,41 % | 23,97 %    |
| 07            | 07           | So, 30. Mai 2010       | 4.        | 2.         | 6,60 % | 8,31 %     | 19,67 % | 25,95 %    |
| 08            | 08           | So, 6. Juni 2010       | 1.        | 1.         | 8,12 % | 10,24 %    | 23,36 % | 28,82 %    |
| 09            | 09           | So, 13. Juni 2010      | 1.        | 1.         | 6,50 % | 7,56 %     | 20,72 % | 22,93 %    |
| 10            | 10           | So, 20. Juni 2010      | 3.        | 1.         | 5,27 % | 7,34 %     | 14,87 % | 21,52 %    |
| 11            | 11           | So, 27. Juni 2010      | 1.        | 1.         | 6,77 % | 8,86 %     | 23,84 % | 30,98 %    |
| 12            | 12           | So, 4. Juli 2010       | 1.        | 1.         | 6,93 % | 8,22 %     | 30,78 % | 32,93 %    |
| 12            | 12           | Mo, 12. Juli 2010      | 1.        | 1.         | 6,42 % | 6,48 %     | 24,98 % | 25,64 %    |
| 13            | 13           | Mo, 19. Juli 2010      | 1.        | 2.         | 5,15 % | 4,65 %     | 20,15 % | 19,25 %    |
| 14            | 14           | Mo, 26. Juli 2010      | 2.        | 2.         | 4,42 % | 5,43 %     | 16,58 % | 19,68 %    |
| 15            | 15           | Mo, 2. August 2010     | 1.        | 1.         | 5,43 % | 6,67 %     | 22,69 % | 26,44 %    |
| 16            | 16           | Mo, 9. August 2010     | 1.        | 1.         | 5,10 % | 5,99 %     | 19,55 % | 23,94 %    |
| 17            | 17           | Mo, 16. August 2010    | 1.        | 1.         | 5,82 % | 7,43 %     | 22,61 % | 26,57 %    |
| 18            | 18           | Mo, 23. August 2010    | 3.        | 2.         | 5,09 % | 5,69 %     | 16,58 % | 18,73 %    |
| 19            | 19           | Mo, 30. August 2010    | 5.        | 1.         | 5,46 % | 7,13 %     | 19,42 % | 24,27 %    |
| 20            | 20           | Mo, 4. September 2010  | 3.        | 1.         | 5,32 % | 8,08 %     | 19,34 % | 28,92 %    |
| 21            | 21           | Sa, 11. September 2010 | 13.       | 5.         | 2,11 % | 2,70 %     | 7,82 %  | 10,54 %    |
| 22            | 22           | Sa, 18. September 2010 | 1.        | 1.         | 6,95 % | 8,80 %     | 22,07 % | 27,38 %    |

Anmerkungen
1. ↑  Die Einschaltquoten sind vom SBT-Rating.